# 47054 Jacquesblamont
47054 Jacquesblamont è un asteroide della fascia principale. Scoperto nel 1998, presenta un'orbita caratterizzata da un semiasse maggiore pari a 2,769574 UA e da un'eccentricità di 0,128164, inclinata di 10,189516° rispetto all'eclittica.